# Ås (herregård)
 For alternative betydninger, se Ås. (Se også artikler, som begynder med Ås)
Ås (Aas) er en herregård, beliggende i  Tårs Sogn, Børglum Herred, Hjørring Amt
Ås skal i 1400 have tilhørt Fru. Aase Eskildsdatter (Falk), enke efter Niels Brasce (Saltensee af Lind). I 1543 tilhørte gården Johanne Stygge Enevoldsdatter (død før 1577), gift med Erik Mogensen Kaas (Sparre-Kaas), der i 1567 – 1599 skrev sig til Ås, men i 1604 til Nibstrupgård. I 1577 blev han gift på Ås for tredje gang med Berte Clausdatter Ulfeldt (død tidligst 1597). Hans søn af første ægteskab Mogens Eriksen Kaas arvede Ås.

## Ejere af Ås
- 1400 ca. Aase Eskildsdatter (Falk)
- 1543 Johanne Stygge Enevoldsdatter
- Mogens Eriksen Kaas
- 1615 ca. Claus Detlevsen v. Buchwald (d. 1624)
- 1624 Heinrich Hansen v. Buchwald (d. 1631)
- 1632 Henrik Holst
- 1633 Otto Pogwisch
- 1633 Knud Rodsteen
- 1648 ca. Else Jacobsdatter Vind
- 1680 ca. Fr. Rodsteen og Markor Rodsteen
- Ide Rodsteen og Else Cathrine Rodsteen
- Jørgen Bille
- 1737 Christine Birgitte Bille – Schack Vietinghof Holck
- 1751 Christoffer Jerboe
- 1771 Ingeborg Bandt
- 1796 Peter Chr. de Fædder
- 1800 Rasmus Udbye
- 1801 Fr. Chr. Udbye
- 1804 Christen Fabricius
- 1804 Cathrine Velleja Hygom
- 1804 Chr. Lassen
- 1813 Thyge Thygesen og Jens M. Winchel
- 1814 Anders Hovalt
- 1816 Thyge Thygesen (eneejer)
- 1826 Peder Andersen Støvring
- 1827 Jens Jensen
- 1834 Jens Severin Jensen
- 1869 Jens Jørgen Jensen
- Julie Jensen f. Jantzen
- 1901 Chr. Jensen-Aas
- 1914 Hjørring Amts udstykningsforening
- Niels Sloth
- 1959 T. B. Moltsen